# Francesco Ferrero (militare)
Francesco Ferrero (Mombarcaro, 9 marzo 1917 – Nowo Postojalowka, 20 gennaio 1943) è stato un militare italiano insignito della medaglia d'oro al valor militare alla memoria nel corso della seconda guerra mondiale.

## Biografia
Nacque a Mombarcaro, provincia di Cuneo, il 9 marzo 1917, figlio di Domenico e Marta Ramondetti.
Appartenente a una stimata famiglia di agricoltori, nel maggio 1938 fu arruolato nel Regio Esercito per prestare servizio militare di leva in forza al battaglione alpini "Ceva" del 1º Reggimento alpini. Promosso caporale maggiore fu assegnato al reparto mortai reggimentale. Trattenuto in servizio attivo alla fine del 1939, a partire dal 10 giugno dell'anno successivo partecipò dapprima alle operazioni di guerra alla frontiera alpina occidentale e poi, dal dicembre 1940 all'aprile 1941, alla campagna di Grecia. Rientrato in Italia frequentò successivamente un corso alla 11ª Compagnia Sanità a Savigliano e il 30 luglio 1942 partì per l'Unione Sovietica come comandante di una squadra di mortai al seguito dell'ARMIR.
Il 20 gennaio 1943, nel corso della seconda battaglia difensiva del Don, cadde in combattimento a Nowo Postojalowka. Venne successivamente insignito della medaglia d'oro al valor militare alla memoria.